# Volkswagen Financial Services

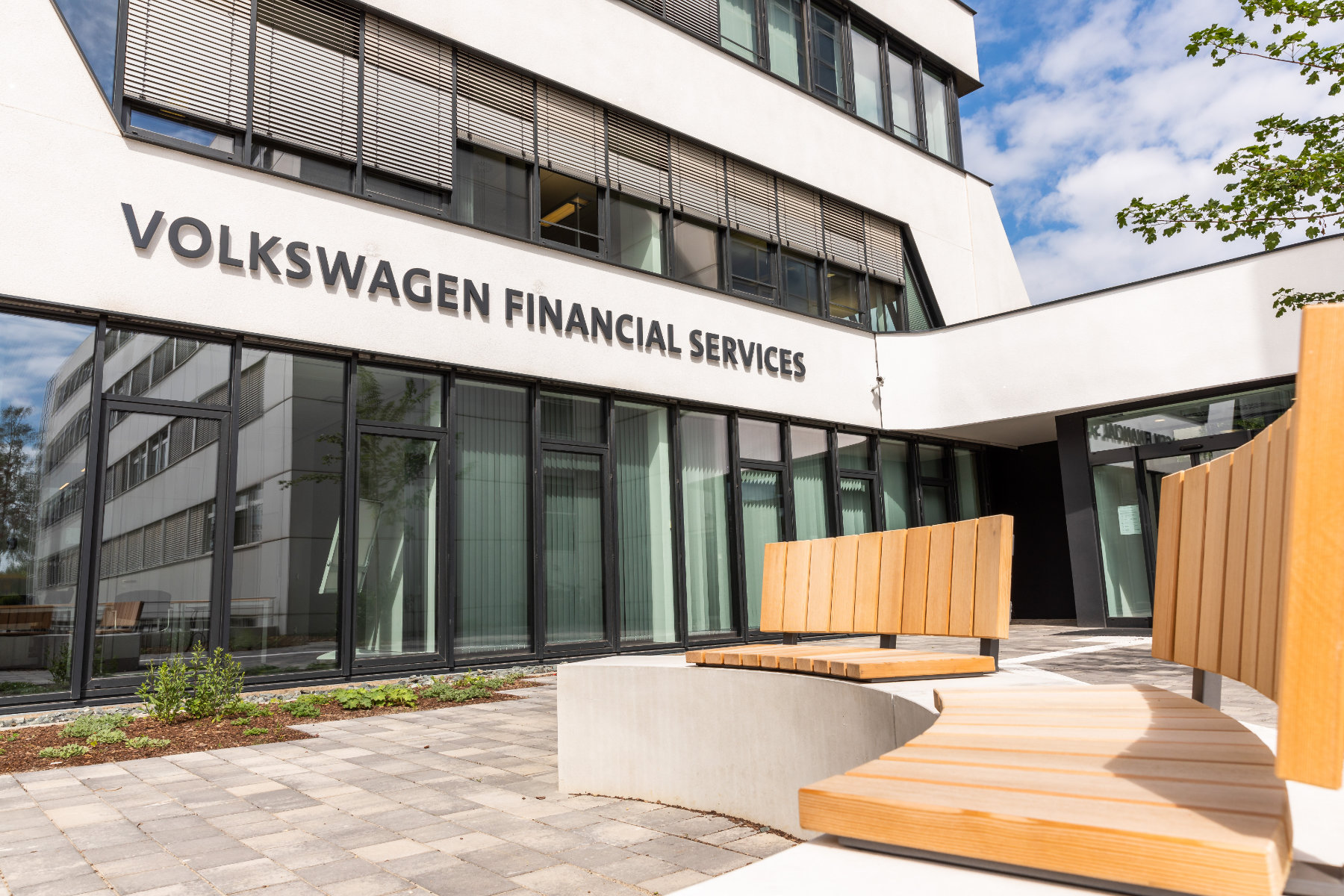
Der Unternehmenssitz in Braunschweig

Als hundertprozentige Tochtergesellschaft der Volkswagen AG steuert die Volkswagen Financial Services AG als Teil des Geschäftsbereichs „Volkswagen Group Mobility“ das europäische Finanz- und Mobilitätsdienstleistungsgeschäft für die Marken des Volkswagen Konzerns. Dabei ist das Unternehmen über Tochtergesellschaften, Beteiligungen und Joint Ventures in 18 Märkten aktiv.
Die Volkswagen Group Mobility ist ein Geschäftsbereich der Volkswagen AG (Konzern) und umfasst die Volkswagen Financial Services AG mit ihren Tochter- und Beteiligungsgesellschaften (z. B. Volkswagen Bank GmbH und Volkswagen Leasing GmbH), die Volkswagen Financial Services Overseas AG, die Porsche Financial Services GmbH, Volkswagen Credit Inc. (USA) sowie Volkswagen Credit Canada Inc.
Die wesentlichen Geschäftsfelder umfassen dabei die Händler- und Kundenfinanzierung, das Leasing, das Bank- und Versicherungsgeschäft, das Flottenmanagementgeschäft sowie Mobilitätsangebote. Weltweit sind bei den Gesellschaften der Volkswagen Group Mobility 18.045 Mitarbeiter beschäftigt – davon 7.501 allein in Deutschland. Die Volkswagen Group Mobility weist eine Bilanzsumme von rund 282 Milliarden Euro, ein Operatives Ergebnis von 3,0 Milliarden Euro und einen Bestand von rund 26,7 Millionen Verträgen aus (Stand: 31. Dezember 2024).
Als herstellergebundenes Finanzdienstleistungsunternehmen und Absatzförderer des Volkswagen Konzerns folgen die Volkswagen Financial Services den Automobilmarken des Konzerns und unterstützen diese bei der Markterschließung. Die Volkswagen Financial Services ist damit ein fester Bestandteil der Volkswagen AG.

## Geschäftszahlen

### Volkswagen Financial Services
Die Volkswagen Finanzdienstleistungen haben das Geschäftsjahr 2023 mit einem Operativen Ergebnis von 3,25 Mrd. Euro (− 42 Prozent) abgeschlossen. Im Geschäftsjahr 2023 wuchs der weltweite Vertragsbestand von Volkswagen Financial Services auf 22,3 Mio. Verträgen (+ 1,4 Prozent) und die Vertragszugänge stiegen auf 8,7 Mio. Stk. (+ 11,4 Prozent). Die Bilanzsumme des Geschäftsbereichs Volkswagen Finanzdienstleistungen stieg von 240 Mrd. Euro im Jahr 2022 auf 268 Mrd. Euro im Jahr 2023.
Weltweit sind bei der Volkswagen Financial Services AG 18.171 Mitarbeiter beschäftigt – davon 7.691 in Deutschland (Stand: 31. Dezember 2023).

## Geschichte
Die Volkswagen Finanzierungsgesellschaft mbH wurde 1949 gegründet mit dem Ziel, den Absatz von Käfer und Transporter durch die „Hergabe von Darlehen“ zu fördern. 1966 gründete die Volkswagenwerk AG mit der Volkswagen Leasing GmbH die erste deutsche Automobilleasinggesellschaft. Der 1973 vollzogene Namenswechsel der Volkswagen Tochter in Volkswagen Kredit Bank GmbH (VWKB) markierte die Umwandlung in eine Vollbank, die das Bundesaufsichtsamt für das Kreditwesen bereits Ende August 1970 genehmigt hatte.
1982 erfolgte der Umzug der „V.A.G Kredit Bank GmbH“ und der „V.A.G Leasing GmbH“ von Wolfsburg in die Verwaltungsgebäude der ehemaligen Olympia-Werke in Braunschweig. 1990 stieg die V.A.G Bank GmbH (später Volkswagen Bank direct) als erste Autobank in das Direktbankgeschäft ein. 1992 wurden die V.A.G Bank GmbH und die V.A.G Leasing GmbH im Zuge der Neustrukturierung des Finanzdienstleistungsbereichs auf die Holdinggesellschaft Volkswagen Finanz GmbH übertragen.
Im Jahr 1994 wurde die „Volkswagen Financial Services AG“ (VWFS) gegründet, die für den Volkswagen-Konzern das Finanzdienstleistungsgeschäft in Europa steuert. Die Volkswagen Bank GmbH und die Volkswagen Leasing GmbH gingen als Tochtergesellschaften in die Volkswagen Financial Services AG über.
1996 führte die „Volkswagen Bank GmbH“ den „AutoCredit“ ein, bei dem am Vertragsende das Gebrauchtwagenrisiko für den Kunden entfällt. 1997 brachten die Volkswagen Finanzdienstleister mit „Prämie-Light“ ein erstes Produkt auf den Markt, das Versicherungs- und Leasingleistungen kombiniert. Im selben Jahr gehörte die Volkswagen Bank direct mit über 185.000 Kunden und 3,2 Milliarden DM Einlagen zu den größten Direktbanken Deutschlands. 1999 erwarb die Volkswagen Financial Services AG schließlich die Anteile der „Volkswagen-Versicherungsdienst GmbH“ und weitet ihre Geschäftsfelder auf Kfz-Versicherungen aus.
2000 führte die „Volkswagen Bank direct“ das Online-Girokonto Giro@home und das „WAP-Banking“ ein, das Buchungen über das Mobiltelefon ermöglicht. Die Volkswagen Bank direct konnte ab sofort als Erstbank für alle Bankgeschäfte genutzt werden. 2002 eröffnete die Volkswagen Bank direct mit dem neuen Service „BörseDirect“ ihren Kunden den Zugang zu den Wertpapiermärkten.
2003 wurden die Volkswagen Finanzdienstleister mit der Gründung der „Volkswagen Group Finanz OOO“ in Moskau auf dem russischen Markt aktiv. 2004 vollzog die Volkswagen Financial Services AG mit der Übernahme der Mehrheitsbeteiligung an der „LeasePlan Corporation N.V.“ entscheidende Schritte im europäischen Multibrand-Flottenmanagement. 2005 übertrug die Volkswagen AG der VWFS die Koordination der weltweiten Finanzdienstleistungen des Konzerns.
2007 führte die Volkswagen Financial Services AG mit dem „Sauber + Sorglos“-Paket ein neuartiges Produkt ein, das günstige Finanzierungs- und Leasingangebote mit Versicherungsleistungen kombiniert. 2008 bot die VW FS AG erstmals Mobilitätspakete für Gebrauchtwagen der Marke Volkswagen an, die Finanzierung oder Leasing mit dem „Best Service“ (Inspektion, Ölwechsel, Original Teile) verbinden. Für die Kinder der Mitarbeiter eröffnete die Volkswagen Financial Services AG den Betriebskindergarten „Frech Daxe“.
2009 gründete die Volkswagen Financial Services AG in Indien eine Tochtergesellschaft, die Volkswagen Finance Pvt. Ltd., und bot Finanzierungen im Rahmen von Kooperationen mit lokalen Banken an. Gemeinsam mit dem norwegischen Importeur MøllerGruppen offerierte sie im Rahmen eines Joint Ventures erstmals Finanzdienstleistungen auf dem norwegischen Markt. Weiterhin wurde die erste überregionale Erdgas-Tankkarte für Großkunden von der Volkswagen Leasing GmbH eingeführt.
Im Jahr 2010 bot die Volkswagen Financial Services AG gemeinsam mit den Gesellschaften der Nordea Finance im Baltikum und dem Importeur Auto Group Baltic erstmals Finanzdienstleistungen in den baltischen Staaten Litauen, Lettland und Estland. Im Juli gründete die Volkswagen Financial Services AG die „Volkswagen Financial Services Korea Co., Ltd.“ in Südkorea. Die Volkswagen Bank RUS, eine Tochtergesellschaft der Volkswagen Financial Services AG, erhielt eine Banklizenz von der russischen Zentralbank. Außerdem wurde der Award „Die Grüne Flotte“ für ökologisch verantwortungsvolles Fuhrparkmanagement erstmals von der Volkswagen Leasing GmbH und dem Naturschutzbund Deutschland e. V. verliehen.
2011 bot die Volkswagen Financial Services AG über ihre neue Tochtergesellschaft, die Volkswagen Versicherung AG, erstmals Garantieversicherungen in Deutschland als Erstversicherer an. Weiterhin erhielt die Volkswagen Finance Private Limited eine Finanzdienstleistungslizenz von der indischen Zentralbank.
2012 gründeten die Volkswagen Financial Services AG und die „Allianz SE“ ein Autoversicherungs-Joint Venture zur Intensivierung der Kfz-Versicherungsaktivitäten. Das Unternehmen Volkswagen Autoversicherung richtete sich mit maßgeschneiderten und preisgünstigen Kfz-Versicherungen an die Kunden der Marken des Volkswagen-Konzerns.
Im Jahr 2013 startete „Ducati Financial Services“ ihr Geschäft in Deutschland. Unter dem Dach der Volkswagen Financial Services AG bot sie Finanzierungen und Versicherungen für Motorräder in Deutschland an. Das Angebot umfasste neben Kundenfinanzierung und Versicherungen auch die Finanzierung der rund 80 deutschen Händler.
2013 erwarben die Volkswagen Financial Services AG (60 %) und der niederländische Volkswagen-Konzern Importeur Pon Holdings B.V. (40 %) die Gesellschaft Collect Car B.V., die ihr Carsharing-Angebot unter der Marke Greenwheels betreibt.
2014 erwarb die Volkswagen Financial Services AG die „MAN Finance International GmbH“ und baute damit ihre Finanzdienstleistungsaktivitäten aus. Sie erweiterte ihr Geschäft um Finanzierungs-, Leasing- und Mietaktivitäten für MAN Truck & Bus.
Im Rahmen einer Neuordnung des Bereichs Finanzdienstleistungen und aufgrund verschärfter Eigenkapitalanforderungen wurde die Volkswagen Bank GmbH zum 1. September 2017 an die Volkswagen AG verkauft und ist seitdem eine Schwestergesellschaft der bisherigen Konzernmutter Volkswagen Financial Services AG. In diesem Zusammenhang gründeten beide Gesellschaften die Volkswagen Financial Services Digital Solutions GmbH, welche in den Bereichen IT, Kunden- und Abwicklungsservices sowie Dokumentenmanagementservices ihre Dienstleistungen beiden Gesellschaften zur Verfügung stellt.
Im gleichen Jahr wurde die Volkswagen Financial Services AG durch die Übernahme von PayByPhone zum weltweit größten Anbieter bargeldloser Bezahllösungen bei Parkvorgängen. Zudem gründete die Volkswagen Financial Services die Gebrauchtwagenplattform HeyCar mit Sitz in Berlin und erwarb die Mehrheit an der LogPay Transport Services GmbH.
2019 erwarb die Volkswagen Financial Services Mehrheitsanteile an der Flottenmanagementsgesellschaft FleetLogistics sowie an der PTV Truckparking B.V. und machte Logpay Financial Services GmbH zur hundertprozentigen Tochtergesellschaft. 2020 wurde das Business-Travel-Start-up Voya aus Hamburg erworben und das VWFS | Auto-Abo für Privatkunden ins Leben gerufen. Im Januar 2022 gründeten die Volkswagen Financial Services für den Ausbau ihres europäischen Flottengeschäfts ein Joint Venture mit der Icare SA, einer hundertprozentigen Tochtergesellschaft der BNP Paribas Cardif, mit Sitz in Frankreich.
Im Mai 2021 starteten die Volkswagen Financial Services ihr Geschäft in Dänemark mit einem Joint Venture mit der dänischen Semler Gruppen A/S, dem Importeur der Volkswagen-Konzernmarken.
Im Juni 2023 gründeten die Volkswagen Financial Services und die Management- und Technologieberatung Sopra Steria das Joint Venture MyDigitalCar GmbH.
Zum 1. Juli 2024 erfolgte eine gesellschaftliche Neuaufstellung der Volkswagen Financial Services AG und der Volkswagen Bank GmbH. Für die Steuerung des außereuropäischen Finanzdienstleistungsgeschäfts ist ab sofort die Volkswagen Financial Services Overseas AG zuständig. Beide Gesellschaften sind 100-prozentige Tochtergesellschaften der Volkswagen AG.

### Tochter- und Beteiligungsgesellschaften der Volkswagen Financial Services AG
- Volkswagen Bank GmbH
- Volkswagen Autoversicherung AG
- Volkswagen Versicherung AG
- Volkswagen Financial Services N.V.
- Collect Car B.V./ Greenwheels
- Euro-Leasing GmbH
- FleetCompany GmbH / FleetLogistics
- Logpay Financial Services GmbH[8]
- Mobility Trader Holding GmbH (Heycar)
- Vehicle Trading International GmbH
- Volkswagen Payments S.A. / Volkswagen Payment Systems GmbH